# La grande rasatura
La grande rasatura (The Big Shave) è un cortometraggio del 1967 diretto da Martin Scorsese.

## Trama
Un giovane si rade la barba fino a tagliarsi la gola.

## Critica
In questo corto è già visibile lo stile di Scorsese, dal montaggio fulmineo all'uso di sequenze splatter.
Il corto si conclude con un riferimento scritto al titolo del 42º capitolo di Moby Dick di Herman Melville - "La bianchezza (whiteness) della balena" - collegandolo al biancore della schiuma da barba ed al rosso del sangue e con un'enigmatica scritta Viet 67, cosa che può far pensare a tutto il corto come a una critica alla guerra del Vietnam. Questa considerazione è aumentata dalle dichiarazioni del regista:

## Riconoscimenti
- 1967 - Festival del cortometraggio di Knokke-le-Zoute
  - Prix L'Age d'Or